# Marquesado de Gastañaga
El marquesado de Gastañaga, es un título nobiliario español concedido por real decreto el 3 de enero de 1686 por el rey Carlos II, a favor de Francisco Antonio de Agurto y Salcedo, comisario general de Infantería y Caballería, virrey, gobernador y capitán general de Flandes y Cataluña, caballero de la Orden de Alcántara.

## Historia de los marqueses de Gastañaga
- Francisco Antonio de Agurto (Vitoria, 20 de junio de 1640-Zaragoza, 2 de noviembre de 1702),  I marqués de Gastañaga,  comisario general de infantería y caballería de España cuando fue nombrado por Carlos II para ocupar el cargo de virrey de Flande, también fue virrey de Cataluña y caballero de la Orden de Alcántara desde 1662.[1][2] Era hijo de Antonio de Agurto y Álava, caballero de Santiago en 1628, y de su esposa, Catalina de Salcedo Medrano.[3] Le sucedió su hermano.

- Íñigo Eugenio de Agurto y Salcedo (bautizado en la iglesia de San Vicente, Vitoria, el 16 de noviembre de 1648-Madrid, 1 de marzo de 1715), II marqués de Gastañaga,[4] caballero de la Orden de Santiago. Fue señor de las villas de Préjamo y Baños de Ebro, mayordomo de las reinas Mariana de Neoburgo y de Isabel de Farnesio.[5]

Casó en primeras nupcias con Teresa de Río y Salcedo, V señora de Gómara, VI señora de Almenar y IV señora de la Torre, Solar y Casa de Río, con la que no tuvo descendencia. Se casó el 10 de mayo de 1697 con María Isabel de Zumelzu y Barraicua. Padres de tres hijas: María Ignacia, Francisca Javiera y Nicolasa. Le sucedió su hija:
- Francisca Javiera de Agurto y Zumelzu, III marquesa de Gastañaga.

Casó con José Joaquín de Vereterra Valdés (m. 11 de enero de 1763). Le sucedió su hijo.
- José Joaquín de Vereterra y Agurto, IV marqués de Gastañaga.

Contrajo matrimonio con María Francisca de Rivero y Mendoza, III marquesa de Deleitosa. Sucedió su hijo:
- Manuel Hilario María de Vereterra y Rivero (Llanes, 1777- 31 de agosto de 1854), V marqués de Gastañaga y de IV Deleitosa.

Casó el 9 de mayo de 1798 con Ramona Isidra de Carreño y Solís (Ciaño, 1 de diciembre de 1771-Oviedo, 16 de mayo de 1849), hija de Antonio de Carreño y Cañedo y de su esposa María Manuela de Solís Infanzón. Era su cuñada, viuda de su hermano.  Le sucedió su hijo:
- Miguel de Vereterra y Carreño (Oviedo, 1806-ibídem, 18 de abril de 1879), VI marqués de Gastañaga  y V marqués de Deleitosa.[10][11]

Casó con Amalia Lombán. Le sucedió su nieto, hijo de su primogénito, José María de Vereterra y Lombán, casado el 29 de julio de 1869 con Isabel de Armada y Fernández de Córdoba (Madrid, 5 de julio de 1848-Oviedo, 25 de febrero de 1909), hija de Álvaro Armada Valdés, V marqués de San Esteban del Natahoyo, y Manuela Fernández de Córdoba, condesa de Revilla Gigedo y VI marquesa de Canillejas. Después de enviudar, la marquesa Isabel de Armada y Fernández de Córdoba, se casó en segundas nupcias con su cuñado Manuel de Vereterra y Lombán, hermano de su primer esposo. La hija primogénita de su segundo matrimonio fue la VIII marquesa de Deleitosa y de Gastañaga.
- José María de Vereterra y Armada (m. Oviedo,2 de octubre de 1895) , VII marqués de Gastañaga. Falleció con 20 años de edad.[14] Le sucedió su medio hermana.[13][11]

- María del Rosario de Vereterra y de Armada (Deva, Gijón 4 de agosto de 1870-Madrid, 18 de junio de 1952), VIII marquesa de Gastañaga,[13] VII marquesa de Canillejas,[15][12] Grande de España, marquesa de Deleitosa y Dama de la Orden de Damas Nobles de la Reina María Luisa.

Casó el 16 de agosto de 1901 con Ricardo Duque de Estrada y Martínez de Morentín (Pamplona, 11 de enero de 1870-28 de septiembre de 1941), VIII conde de la Vega del Sella. En 1934 cedió el título del marquesado de Gastañaga a su hijo José María, título que fue convalidado en 1951, el marquesado de Canillejas a su hijo Ricardo y  el marquesado de Deleitosa a su hija Isabel.
- José María Duque de Estrada y Vereterra (19 de abril de 1909-30 de abril de 1975), IX marqués de Gastañaga.[17]

Casó con María de los Dolores Castañeda y Barriobero, hija de Vicente Castañeda. Le sucedió su hijo.
- José Joaquín Duque de Estrada y Castañeda (1938-Oviedo, 2 de enero de 2015),[19] X marqués de Gastañaga.[20]

Casó con Teresa Almunia Amann (m. 27 de abril de 2017), hermana de Joaquín Almunia Amann, exministro con el PSOE, exvicepresidente y excomisario de la Comisión Europea.
- Sofía Duque de Estrada y Almunia, XI marquesa de Gastañaga (1971).[22]